# Francesco Banti
Francesco Banti (21 marzo 1953) è un cantante italiano.

## Biografia
Inizia la carriera di calciatore come attaccante (mentre frequenta l'Istituto Magistrale), che abbandona per dedicarsi alla canzone.
Nel 1968 partecipa senza fortuna al Torneo EuroDavoli; riesce così ad ottenere un contratto discografico con la Philips, che lo fa debuttare l'anno seguente.
Ha partecipato al Festival di Sanremo 1970 con Ora vivo (scritta dal maestro Aldo Pagani), in abbinamento con Dino Drusiani, senza accedere alla finale.
In seguito si ritira dall'attività musicale.

## Discografia parziale
- 1968: Piedi di piombo/Dieci giorni di vacanza (Polydor, 59813 NH)
- 1969: Ehi, ehi, lo sai/Giorni che corrono... (Philips, 363 760 PF)
- 1970: Ora vivo/Cappuccetto rosso (Philips, 6025 003)